# Темя
Те́мя (лат. vertex) — часть поверхности головы, лежащая между лобной и затылочной областями. У насекомых теменем называют верхний склерит головной капсулы, который обычно разделён эпикраниальным швом на правую или левую половины и ограничен спереди лбом, сзади — затылком, а по бокам — фасеточными глазами и щеками.